# Хамкетинская
Хамкетинская — станица в Мостовском районе Краснодарского края. Входит в состав Губского сельского поселения.

## География
Станица Хамкетинская расположена в горно-лесной зоне, в верховьях реки Псефирь на левом берегу, в 10 км северо-западнее станицы Губской.

## История
Станица основана в 1862 году неподалёку от российской крепости Хамкеты (1850 год). До этого здесь располагалось селение Хамчетий (адыг. ХьамкIэтIы́й), что может переводиться как «кишки собаки», однако это спорно. Входила в Майкопский отдел Кубанской области. В 1862 году здесь произошла битва между частями полковника Гоца и адыгами.
2 июня 1924 года Хамкетинский сельсовет вошёл в состав Майкопского округа Юго-Восточной области. С июля 1924 года — из Кубано-Черноморской области. До 1975 года Хамкетинская входила в состав Лаби́нского района.

## Население
| 2002 | 2010 |
| ---- | ---- |
| 476  | ↘449 |

## Улицы
| - пер. Заречный 1-й, - пер. Заречный 2-й, - пер. Советский, - ул. Заречная, - ул. Калинина, - ул. Колхозная, | - ул. Красная, - ул. Лесная, - ул. Полевая, - ул. Садовая, - ул. Школьная, - ул. Энгельса. |